# Municipio de Saltlick
El municipio de Saltlick (en inglés: Saltlick Township) es un municipio ubicado en el condado de Fayette en el estado estadounidense de Pensilvania. En el año 2000 tenía una población de 3.715 habitantes y una densidad poblacional de 38 personas por km².

## Geografía
El municipio de Saltlick se encuentra ubicado en las coordenadas 40°03′00″N 79°22′59″O / 40.05000, -79.38306.

## Demografía
Según la Oficina del Censo en 2000 los ingresos medios por hogar en la localidad eran de $35,423 y los ingresos medios por familia eran de $39,844. Los hombres tenían unos ingresos medios de $29,835 frente a los $20,088 para las mujeres. La renta per cápita de la localidad era de $16,554. Alrededor del 10,1% de la población estaba por debajo del umbral de pobreza.